# 香港免費電視台聯合轉播體育賽事協議
香港免費電視台聯合轉播體育賽事協議，是指香港無綫電視及亞洲電視的一個商業協議，主要針對夏季奧林匹克運動會、冬季奧林匹克運動會、亞洲運動會及世界盃足球賽的聯合轉播安排。由於亞視的牌照已在2016年4月1日屆滿，該協議已於2012年倫敦奥運會後完結。

## 源起
1984年7月，無綫電視總經理陳慶祥及亞洲電視董事局主席邱德根達成口頭協議，兩家電視台將聯合洽購1988年漢城奧運會香港地區播映權。但播映權由體運傳訊奪得，但由於體運傳訊並非媒體，無法自行播放，所以與亞洲電視合作，惟亞視於1986年5月宣佈奪得漢城奧運會香港獨家轉播權，引起無綫電視不滿。
為此，無綫在1987年元旦入稟英國法院，指亞視違反與無綫達成的口頭協議，並以公眾利益為由投訴亞視壟斷播映權。雖香港高等法院原訟庭當時裁定無綫一方敗訴，但上訴庭三位按察司一致認為，兩家電視台的口頭協議不只是純粹君子協定、也是商業協議，故裁定此口頭協議具有法律約束力，並改判無綫勝訴。儘管亞視最終就裁決向英國樞密院申請上訴，但仍以失敗告終。

## 聯合轉播
為免再引起爭端，據悉，無綫和亞視的巨頭事後達成不明文協議，承諾日後任何國際大型節目，兩家電視台將一同播放。
由於無綫及亞視同為亞太廣播聯盟的會員，自1988年漢城奧運會後，兩家電視台均透過亞太廣播聯盟代為競投奧運會、冬奧會、亞運會及國際足協世界盃的香港地區播映權，再由亞太廣播聯盟作出轉播權分配。
然而，香港有線電視經常以高價競投轉播權以干擾此轉播安排，使無綫及亞視不能完全播映體育賽事。

## 政府介入
無綫電視曾取得2016年里約奧運的獨家轉播權，但由於無綫電視在取得轉播權之後出現嚴重虧損，而宣布放棄競逐2020年東京奧運轉播權，而有線電視則無意競逐。至於Now TV因為轉播權的費用達天文數字亦宣布放棄，成為香港轉播多屆奧運以來首次沒有免費電視台競投東京奧運獨家轉播權。
2021年5月11日，香港特別行政區行政長官林鄭月娥宣佈，政府將斥資低於1.2億元購入2020年東京奧運的香港電視播映權，以供持牌免費及收費電視台轉播奧運賽事，惟商營電視台須自行承擔電視節目製作費用及播映奧運宣傳節目，亦須播映香港代表團運動員所參與之賽事，及將賽事片段提供予公營廣播的香港電台播映。東京殘奧會方面，特區政府與五間電視台達成協議，要求電視台每日播放東京殘疾人奧運會精華片段，以及直播殘奧會的開幕禮和閉幕禮。
2024年4月9日，香港特別行政區行政長官李家超宣佈，特區政府已經購買2024年巴黎奧運及2024年巴黎殘奧會的香港電視播映權，並授權無綫電視、ViuTV、HOY TV、香港電台轉播奧運賽事；而購買播映權的內容則涉及保密條款，不能披露涉及金額，但金額低於過往東京奧運及其他商業構播購買奧運版權的費用。